# Jasenovo
Jasenovo es un municipio del distrito de Turčianske Teplice en la región de Žilina, Eslovaquia, con una población estimada a final del año 2024 de 125 habitantes.
Se encuentra ubicado al suroeste de la región, cerca del curso alto del río Váh (cuenca hidrográfica del Danubio) y de la frontera con las regiones de Banská Bystrica y Trenčín.

## Demografía
| Año        | 1994 | 2004    | 2014     | 2024     |
| ---------- | ---- | ------- | -------- | -------- |
| Población  | 187  | 169     | 144      | 125      |
| Diferencia |      | −9,62 % | −14,79 % | −13,19 % |

| Año        | 2023 | 2024    |
| ---------- | ---- | ------- |
| Población  | 126  | 125     |
| Diferencia |      | −0,79 % |